# Les Martres-d'Artière
Les Martres-d'Artière är en kommun i departementet Puy-de-Dôme i regionen Auvergne-Rhône-Alpes i centrala Frankrike. Kommunen ligger i kantonen Pont-du-Château som tillhör arrondissementet Clermont-Ferrand. År 2022 hade Les Martres-d'Artière 2 237 invånare.

## Befolkningsutveckling
Antalet invånare i kommunen Les Martres-d'Artière
| Referens: INSEE |